# Waldwinkelspinne

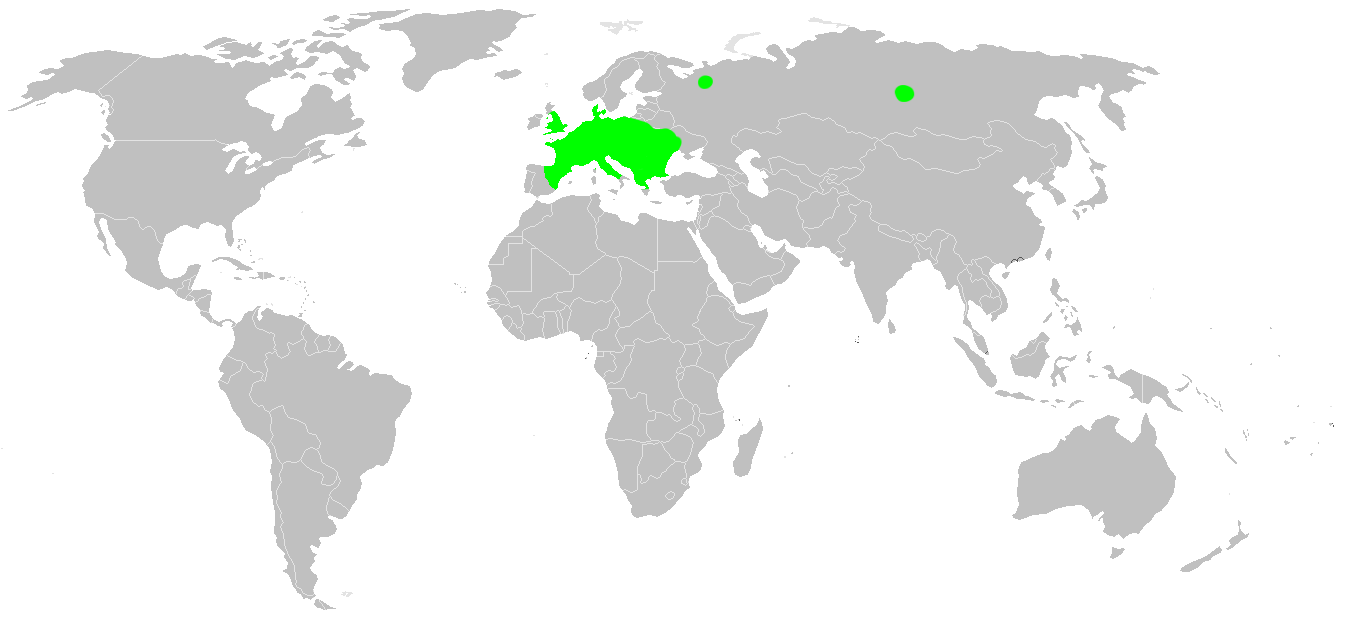
Verbreitungsgebiet der Waldwinkelspinne

Die europäische Waldwinkelspinne (Tegenaria silvestris, Synonym: Malthonica silvestris) ist eine Art aus der Gattung der Kleinen Winkelspinnen (Tegenaria) in der Familie der Trichterspinnen (Agelenidae).

## Merkmale
Die Weibchen werden 6 bis 9 Millimeter lang, die Männchen 5 bis 6 Millimeter. Die Waldwinkelspinne ist damit eine kleine Art innerhalb der Gattungen Malthonica und Tegenaria. Die Art ist dunkelbraun, mit kontrastreichen hellen und dunklen Flecken. Über den Rücken des Hinterleibs zieht sich ein heller, wie bei der Rostroten Winkelspinne fast rötlicher Streifen. Die Beine sind ebenfalls abwechselnd mit hellen, ins Rotbraune reichenden, und dunkelbraunen Ringen versehen.
Man kann die Waldwinkelspinne von verwandten Arten durch die Zeichnung des Sternums (Brustplatte auf der Ventralseite des Vorderleibs) unterscheiden. Bei der Waldwinkelspinne trägt das schwarze Sternum einen hellen Streifen, der an zwei Stellen verengt ist. Auf jeder Seite des Streifens befinden sich davon abgesetzt je drei helle Punkte.

## Lebensraum
Die Waldwinkelspinne kommt, anders als ihr Name vermuten lässt, nicht nur in Wäldern vor. Die seltene Art ist in ihrem Verbreitungsgebiet fast immer im Eingangsbereich von Höhlen zu finden, sie ist also troglophil. Dennoch kommt sie nicht, wie andere felsbewohnende Spinnen, in Häusern vor.
In trockenen Laub- und  Nadelwäldern, vor allem im Bergland, ist sie in Bodennähe, auch auf steinigen Ruderalstandorten und Schutthalden zu finden, weniger häufig an Waldrändern, selten in Kulturbiotopen. In einem geeigneten Lebensraum spinnt sie ihr Trichternetz unter Baumstämmen und Totholz sowie in Baumhöhlen. Sie ist vergesellschaftet mit den weitverbreiteten Arten Lepthypantes pallidus, der Waldtrichterspinne (Histopona torpida) sowie der Erdwolfspinne (Trochosa terricola) und der Trauerwolfsspinne Pardosa lugubris (Waldränder, Hecken, Wälder).

## Nomenklatur
Die Waldwinkelspinne wurde bis 2005 als Tegenaria silvestris bezeichnet und dann in Malthonica silvestris umbenannt. Angelo Bolzern (2007) und Marco Isaiah (2011) zählen die Waldwinkelspinne wieder zur Gattung Tegenaria. Sie kann leicht mit anderen Arten der Gattung Tegenaria verwechselt werden.